# Ma (Kana)
ま, in Hiragana, oder マ in Katakana, sind japanische Zeichen des Kana-Systems, die beide jeweils eine Mora repräsentieren. In der modernen japanischen alphabetischen Sortierung stehen sie an 31. Stelle. Die Form beider Kana ist vom Kanji 末 abgeleitet und beide stellen [ma] dar.
| Form                    | Rōmaji      | Hiragana        | Katakana        |
| ----------------------- | ----------- | --------------- | --------------- |
| Normal s- (さ行 sa-gyō) | ma          | ま              | マ              |
| Normal s- (さ行 sa-gyō) | maa mā, mah | まあ, まぁ まー | マア, マァ マー |

## Strichfolge

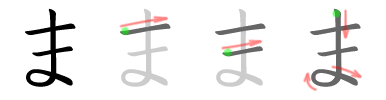
Strichfolge für ま

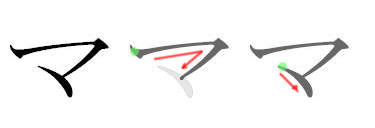
Strichfolge für マ

## Weitere Darstellungsformen
- In japanischer Brailleschrift:

- Der Wabun-Code ist －・・－.
- In der japanischen Buchstabiertafel wird es als „マッチのマ“ (Machi no Ma) buchstabiert.